# キャンゼル
キャンゼルは、日本のヴィジュアル系ロックバンド。

## 概要
2007年7月7日、いっちを中心に結成。同年11月18日に初ライブを行う。バンドコンセプトは「bad music cancel」。シンセサイザーを多用したサウンドが特徴。またそのヴィジュアル面から、若年層、特に女性のファンが多い。ファンのことを「キャンゼラー」と呼ぶ。
2010年1月10日、ツアー中にメンバーを乗せた機材車が交通事故に遭い、いっちと椎名が全治1か月の怪我を負う。そのため、1か月間の公演はすべて中止となった。
2010年8月11日、いっちが音楽活動を引退することを発表し、それに伴ってキャンゼルも解散を発表した。理由は、アーティストとして自分の限界を感じたことや、メンバーとの考えのズレであるとしている。解散ライブは同月9日から11日にかけて高田馬場AREAで行われたが、追加公演が9月2日に赤坂BLITZで行われた。
2015年12月13日、当バンドの元メンバーが在籍するユナイトの主催イベントにて1日限定の復活ライブが行われた。

## メンバー
- Vocal:いっち
  - 1月11日生まれ、神奈川県鎌倉市出身、血液型O型。
  - ロリータコンプレックスである。
  - 2010年9月2日、いっち引退によりキャンゼル解散。
  - 引退後はセッション活動の後、★NOハウスを結成
- Guitar:椎名未緒（しいな みお）
  - 11月24日生まれ、神奈川県出身、血液型B型。
  - ギタリストとして以外に、プログラマーの顔も持つ。
  - 現在ユナイトで活動中
- Guitar:ルリ
  - 10月16日生まれ、神奈川県出身、血液型A型。
  - 元EllDoradoのギタリストである。
  - 現在はセッション活動をしている。
- Bass:ハク
  - 6月25日生まれ、埼玉県川口市出身。血液型AB型。
  - 現在ユナイトで活動中
- Drums:ゆきみ
  - 4月19日生まれ、血液型B型。
  - お笑い好き。
  - ユナイトの結成時メンバーだったが、のちに脱退

## ディスコグラフィ

### シングル
1. FiRST STEPS E.P.（2008年3月14日）
2. Next SEASONS E.P.（2008年7月19日）- オリコンインディーズチャート初登場16位
3. NeW WINDOWS E.P.（2008年11月23日）
  - 「一周年記念ワンマンライブ」高田馬場会場限定シングル。
4. TwINKLE SUNLIGHT E.P.（2009年2月1日）- オリコンインディーズチャート初登場5位、オリコンメジャーチャート初登場145位
  - 特典封入。
5. FuTURES WORLD E.P.（2009年4月1日）- オリコンインディーズチャート初登場6位、オリコンメジャーチャート初登場99位
  - 特典封入。
6. A ROUND E.P.V.（2009年7月15日）- オリコンインディーズチャート初登場3位、メジャーチャート86位
  - 初のPV付シングル。
7. L OVERS E.P.（2009年11月18日）- オリコンインディーズチャート初登場2位、メジャーチャート63位
8. HeART SOUNDS E.P.（2010年5月1日） - オリコンメジャーチャート初登場153位
  - 1000枚限定シングル。

### アルバム
1. NeO PRESENCE E.P.S.（2008年10月22日）
  - リミックスアルバム。
2. BeST SONGS -SOFT TRACKS-（2010年7月7日）オリコンメジャーチャート初登場132位
  - ベストアルバム。
3. BeST SONGS -HARD TRACKS-（2010年7月7日）オリコンメジャーチャート初登場137位
  - ベストアルバム。

### オムニバス
- V.A CANNONBALL vol.4（2008年6月11日）
  - 「ツキサスヒカリ」で参加。
- Shock Edge 2009（2009年10月14日）
  - 「光覚ハレヱション」で参加。
- NEO VOLTAGE（2010年5月26日）
  - 「Wish Upon A Star -first edition-」で参加。

### 未音源化曲
- 雨音
- scenes
- Invit'